# Danilo Tenenbojm Correa
Danilo Tenenbojm Correa (São Paulo, 2 de setembro de 1988) é um jogador brasileiro de polo aquático.
Integrou a seleção nacional que disputou o Campeonato Mundial de Esportes Aquáticos de 2011, em Xangai, e os Jogos Pan-Americanos de 2011, em Guadalajara (México).